# Palaeoryctes
Palaeoryctes (czytaj paleoryktes) – rodzaj wymarłego ssaka z całkowicie wymarłej grupy Cimolesta. Miejscem jego życia była Ameryka Północna, którą zamieszkiwał w środkowym i późnym paleocenie.

## Opis
Przypominał on ryjówkę. Mierzył 12,5 cm długości, a wagę jego ocenia się na 20 - 60 g. Był smukły, posiadał zęby typowe dla owadożernych, jego zęby trzonowe służyły kłuciu.
Ten ssak prawdopodobnie dał początek późniejszym pradrapieżnym.